# Henry Wager Halleck
Pour les articles homonymes, voir Wager.
Henry Wager Halleck (16 janvier 1815 – 9 janvier 1872) était un officier de l'US Army, juriste et universitaire. Expert réputé en sciences militaires, il fut surnommé « Old Brains ». Il participa activement à l'admission de la Californie en tant qu'État et fut aussi un avocat brillant et un promoteur immobilier. Il participa à la guerre de sécession du côté unioniste. Il dirigea les opérations à l'ouest, défendit le Missouri et participa à la bataille de Shiloh. Il devint même général en chef de toutes les armées de l'Union le 23 juillet 1862 à la suite des échecs de George B. McClellan. Il chercha à se débarrasser des généraux démocrates Buell et McClellan. Il fut remplacé par le talentueux U.S. Grant le 9 mars 1864.

## Avant la guerre
Henry Wager Haller, naît dans la vallée de Mohican et est le premier des treize enfants de Joseph Halleck et Catherine Wager. Il travaille avec son père dans la ferme familiale. Son grand-père s'intéresse à l'éducation et l'envoie à l'académie de Fairfield. Il poursuit ses études à l'Union College de Schenctady, New York, puis après avoir refusé d'entrer à Harvard, il est admis à l'académie militaire de West Point. Il est diplômé de l'académie militaire de West Point, classé troisième de sa promotion,. Il est promu second lieutenant dans le corps des ingénieurs le 1er juillet 1839. Il enseigne ensuite le français pendant un an à West Point. Pendant ses études, il est le favori du professeur Dennis Hart Mahan qui lui arrange un voyage en France pour étudier les tactiques militaires. À cette occasion, il écrit Elements of Military Art and Science qui s'appuie sur les idées de Jomini et est publié en 1841 et qui influencera une génération d'étudiants militaires.
Il est promu premier lieutenant le 1er janvier 1845. Pendant la guerre américano-mexicaine, il est envoyé en Californie. Il participe à la construction de fortifications et participe à des combats mineurs.
Il écrit en 1846 :

« Si l'ignorance professionnelle doit être une recommandation pour nos généraux, pourquoi ne l'est-elle pas pour nos avocats ou nos juges ? ... Est-il moins important d'avoir des officiers compétents pour commander là où les vies de milliers, l'honneur de notre drapeau , la sécurité de notre pays dépendent de leur jugement et de leur conduite, qu'il ne l'est d'avoir des médecins compétents pour s'occuper des malades et des blessés. »

Peu occupé, il commence à faire de la spéculation foncière et à étudier le droit mexicain et américain. Il est breveté capitaine à la date du 1er mai 1847 pour conduite valeureuse dans les affaires avec l'ennemi les 19 et 20 novembre 1847 et service méritoire en Californie. Il est alors pendant huit ans secrétaire de l'État de l'administration militaire du général Bennett Riley. Il participe à la rédaction des lois du nouvel État de Californie. Il est promu capitaine le 1er juillet 1853. Il démissionne le 1er août 1854. Démocrate, il fonde le cabinet d'avocat Halleck, Peasley and Billings à San Francisco.
En 1855, il épouse Elizabeth Hamilton, petite-fille de l'ancien secrétaire au Trésor et avocat de New York, Alexander Hamilton.

## Guerre de Sécession
| Henry W. Halleck - guerre de sécession | 16 mars 1861 - 23 juillet 1862       | 23 juillet 1862 - 9 mars 1864                                                                       | 9 mars 1864 - 1865                                      |
| -------------------------------------- | ------------------------------------ | --------------------------------------------------------------------------------------------------- | ------------------------------------------------------- |
| Fonctions                              | Commandant sur le théâtre occidental | Général en chef de toutes les armées de l'Union                                                     | Chef de l'administration militaire de l'Union           |
| Motif                                  | Intervention de Winfield Scott       | Remplace le président Lincoln au poste qui avait remplacé le prudent major-général George McClellan | Arrivée d'Ulysses Grant à la tête de l'armée de l'Union |

### Théâtre occidental
Dès le début de la guerre de Sécession, il est nommé major général, avec l'intervention de Winfield Scott, le 19 août 1861,. Il est officier général de l'Armée de l'Union, commandant sur le théâtre de l'ouest. En novembre 1861, Abraham Lincoln le nomme au commandement du département du Missouri basé à Saint-Louis. Remplaçant Frémont, il organise et entraîne les nouvelles recrues, ce qui avait été négligé par son prédécesseur. Excellent administrateur, il réduit la corruption, et améliore la discipline militaire et le moral des troupes. Il protège d'abord Saint-Louis et le sud du Missouri des incursions de l'ancien gouverneur Sterling Price. Il supprime la guérilla confédérée en créant des postes de garnison dans l'État. En janvier 1862, il s'assure du contrôle de l'État au profit de l'Union. Il cherche alors à prendre le contrôle de l'Arkansas qui a basculé dans la Confédération. Il y envoie des troupes et après la victoire de Samuel Ryan Curtis à la bataille de Pea Ridge, le président Lincoln donne a Halleck le commandement du nouveau département du Mississippi. Il doit cette nomination à ses talents d'administrateur qui doivent permettre une meilleure coordination des efforts.
Il projette alors de combattre les confédérés dans le Tennessee. Il doit cependant partager la direction des opérations avec le général Don Carlos Buell. Il envoie alors le brigadier général Grant prendre les forts Henry et Donelson sur les rivières Cumberland et Tennessee. En raison des conditions météorologiques qui ont transformé les routes en bourbier, il fait transporter les troupes de Grant par voie fluviale sur des canonnières. Il envoie le général John Pope se saisir de l'île numéro 10 sur le fleuve Mississippi. Bien que théoriquement supérieur de Buell, il ne parvient que difficilement à le faire converger vers Corinth, Mississippi qui est un centre de ravitaillement pour l'armée confédérée. Alors que le général Albert Sidney Johnston attaque les forces de Grant à Shiloh, qui est sauvé par l'arrivée de l'armée de l'Ohio de Buell le second jour de la bataille, Halleck sous la pression retire le commandement à Grant et prend personnellement la direction des opérations. Il concentre alors ses forces et converge vers Corinth. Mais, trop précautionneux, son avance est très lente et se fait sous une pluie torrentielle et dans la boue.
Il met enfin le siège de Corinth, mais il expulse des journalistes de son camp qui, en retour, s'en prennent à sa réputation. Le général P.G.T. Beauregard parvient à se dégager du siège et Halleck échoue à le poursuivre. Il disperse alors ses forces et commence à ériger des fortifications et à réparer les chemins de fer. Il permet alors à l'Union de contrôler l'artère vitale de ravitaillement de l'ouest. C'est sa dernière action sur ce théâtre d'opérations.

### Commandant en chef des armées
Puis il est pendant deux ans, à compter du 23 juillet 1862, Commanding General of the United States Army. Il est ensuite propulsé à l'échelon supérieur de Chef de l'état-major général lorsque le lieutenant-général Ulysses S. Grant, son ancien subordonné sur le front de l'ouest, fort de ses victoires sur le terrain le remplace à ce poste le 19 mars 1864 pour toute la durée de la guerre.

En août 1862, il écrit au général Horatio Wright : 

« Le gouvernement semble déterminé à appliquer la guillotine envers tous les généraux vaincus. Cela semble plutôt dur de le faire là où tous les généraux ne sont pas fautifs, mais peut-être que pour nous, comme lors de la révolution française, quelques mesures difficiles sont nécessaires. »

Avec le secrétaire à la guerre Staunton et le président Lincoln, il va forger une nouvelle façon de diriger les opérations militaires. Une des constantes d'Halleck dans ces responsabilité est la crainte d'attaques sur Washington. Halleck fait aussi face à l'incapacité à mener des actions coordonnées dans l'est et obtenir une véritable unité de commandement. Il est aussi trop précautionneux des généraux politiques sous son commandement.
L'un des exemples de coordinations survient lorsque l'armée du Potomac de McClellan est embourbée à l'est de Richmond. Halleck doit rapatrier l'armée de la péninsule pour soutenir l'armée de Pope qui protège Washington. McClellan ne s'unifie pas avec Pope, ce qui aboutit au désastre de la deuxième bataille de Bull Run. Néanmoins, lors de cette occasion, le général Herman Haupt, responsable du transport ferroviaire, gagne la confiance de Halleck en parvenant à évacuer le reste de l'armée de Pope.
Lors de la campagne du Maryland de septembre 1862, lors de la bataille d'Antietam, le général McClellan refuse de communiquer avec le général en chef. Halleck cherche alors à se débarrasser de McClellan. Bien que démocrate, Halleck remplace pourtant les généraux démocrates Buell et McClellan, respectivement par les généraux républicains McClernand et Burnside. Il sera finalement obligé de les remplacer.
Halleck place le général Grant à la tête du siège de Vicksburg. Il comprend le rôle stratégique de cette ville ; la prise de Vicksburg donne à l'Union une base d'opérations sur le fleuve Mississippi. Lorsque Lee lance son invasion du Maryland à l'été 1863, il remplace le général Joseph Hooker par George Meade, juste avant la bataille de Gettysburg.
Il confie à Francis Lieber, théoricien politique, l'élaboration d'une politique de la conduite de armées sur le terrain. Le code de Lieber donne aux généraux de l'Union toute l'autorité de contrôler les actions des civils non-combattants. Ce faisant l'ère de la guerre totale débute.
Lorsque Grant prend les fonctions de commandant en chef, Halleck prend celles de chef d'état-major. En juillet 1864, lors du raid de Jubal Early, il quitte brièvement son bureau pour prendre la direction des défense de Washington. Au moment de la reddition de l'armée de Joseph E. Johnston à Willilam T. Sherman, il se brouille avec ce-dernier à propos des conditions de la reddition. Les deux hommes ne se réconcilieront jamais.

## Après la guerre
Après la guerre, il prend le commandement de la division du Pacifique. En 1869, il devient commandant de la division du Sud.
Il meurt à Louisville et est enterré à Brooklyn. Lors de ses funérailles, ne sont présents que quelques anciens militaires, aucun ne parle favorablement de ses services militaires lors de la guerre. William Sherman juge Halleck brillant mais inefficace, mais Emory Upton rend hommage à ses qualités d'administrateur.